# Адам Меттьюз
Адам Меттьюз (англ. Adam Matthews, нар. 13 січня 1992, Свонсі) — валлійський футболіст, захисник кіпрської «Омонії».
Виступав, зокрема, за «Кардіфф Сіті» та «Селтік», у складі якого чотири рази ставав чемпіоном Шотландії. Гравець національної збірної Уельсу.

## Клубна кар'єра
У дорослому футболі дебютував 2009 року виступами за команду клубу «Кардіфф Сіті», в якій провів два сезони, взявши участь у 40 матчах чемпіонату. 
Своєю грою за цю команду привернув увагу представників тренерського штабу клубу «Селтік», до складу якого приєднався 2011 року. Відіграв за команду з Глазго наступні чотири сезони своєї ігрової кар'єри. Більшість часу, проведеного у складі «Селтіка», був основним гравцем захисту команди. Протягом цих років «кельти» незмінно вигравали шотландську футбольну першість. 
До складу клубу «Сандерленд» приєднався 3 липня 2015 року за 2 мільйони фунтів. Уклав з клубом із Сандерленда чотирирічний контракт.

## Виступи за збірні
2008 року дебютував у складі юнацької збірної Уельсу, взяв участь у 14 іграх на юнацькому рівні, відзначившись одним забитим голом.
Протягом 2009–2013 років залучався до складу молодіжної збірної Уельсу. На молодіжному рівні зіграв у 6 офіційних матчах.
25 травня 2011 року дев'ятнадцятирічний на той час гравець дебютував в офіційних матчах у складі національної збірної Уельсу. Відтоді провів у її формі 14 матчів.
| Дата       | Місто         | Господарі          | Результат | Гості             | Турнір            | Голи | Примітки |
| ---------- | ------------- | ------------------ | --------- | ----------------- | ----------------- | ---- | -------- |
| 25-5-2011  | Дублін        | Уельс              | 1 – 3     | Шотландія         | товариський матч  | -    | 61'      |
| 27-5-2011  | Дублін        | Уельс              | 2 – 0     | Північна Ірландія | товариський матч  | -    | 72'      |
| 10-8-2011  | Кардіфф       | Уельс              | 1 – 2     | Австралія         | товариський матч  | -    | 62'      |
| 11-10-2011 | Софія         | Болгарія           | 0 – 1     | Уельс             | Відбір до ЧЄ 2012 | -    | 41'      |
| 12-11-2011 | Кардіфф       | Уельс              | 4 – 1     | Норвегія          | товариський матч  | -    |          |
| 29-2-2012  | Кардіфф       | Уельс              | 0 – 1     | Коста-Рика        | товариський матч  | -    | 74'      |
| 27-5-2012  | Іст-Ратерфорд | Мексика            | 2 – 0     | Уельс             | товариський матч  | -    | 60'      |
| 7-9-2012   | Кардіфф       | Уельс              | 0 – 2     | Бельгія           | Відбір до ЧС 2014 | -    |          |
| 11-9-2012  | Новий Сад     | Сербія             | 6 – 1     | Уельс             | Відбір до ЧС 2014 | -    | 46'      |
| 6-2-2013   | Суонсі        | Уельс              | 2 – 1     | Австрія           | товариський матч  | -    | 73'      |
| 6-9-2013   | Скоп'є        | Північна Македонія | 2 – 1     | Уельс             | Відбір до ЧС 2014 | -    | 79'      |
| 10-9-2013  | Кардіфф       | Уельс              | 0 – 3     | Сербія            | Відбір до ЧС 2014 | -    |          |
| 24-3-2016  | Кардіфф       | Уельс              | 1 – 1     | Північна Ірландія | товариський матч  | -    |          |
| 26-3-2018  | Наньнін       | Уельс              | 0 – 1     | Уругвай           | товариський матч  | -    | 79'      |
| Усього     |               | Матчів             | 14        |                   | Голів             | 0    |          |

## Титули і досягнення
- Чемпіон Шотландії (4):

«Селтік»:  2011–12, 2012–13, 2013–14, 2014–15
- Володар Кубка Шотландії (1):

«Селтік»:  2012–13
- Володар Кубка шотландської ліги (1):

«Селтік»:  2014–15
- Володар Кубка Кіпру (1):

«Омонія»: 2022–23